# Herb gminy Rzezawa
Herb gminy Rzezawa – symbol gminy Rzezawa.

## Wygląd i symbolika
Herb przedstawia na tarczy w polu czerwonym żółte drzewo z trzema konarami z liśćmi, a za nim dwa skrzyżowane żółte klucze.